# 사나루
사나루(舍那婁, ?~727년)는 발해의 무관이다.

## 생애
그는 발해의 별장(別將)로서 727년 9월에 발해 무왕의 명을 받고 일본에 사신으로 갔지만 에조 경내에 이르렀을 때 공격을 받고 고인의, 덕주 등 17명과 같이 사망했다.

## 참고 자료
- 유, 득공 (1784). 《발해고》. 신고(臣考).